# Carl-Ritter-Straße 15 (Quedlinburg)

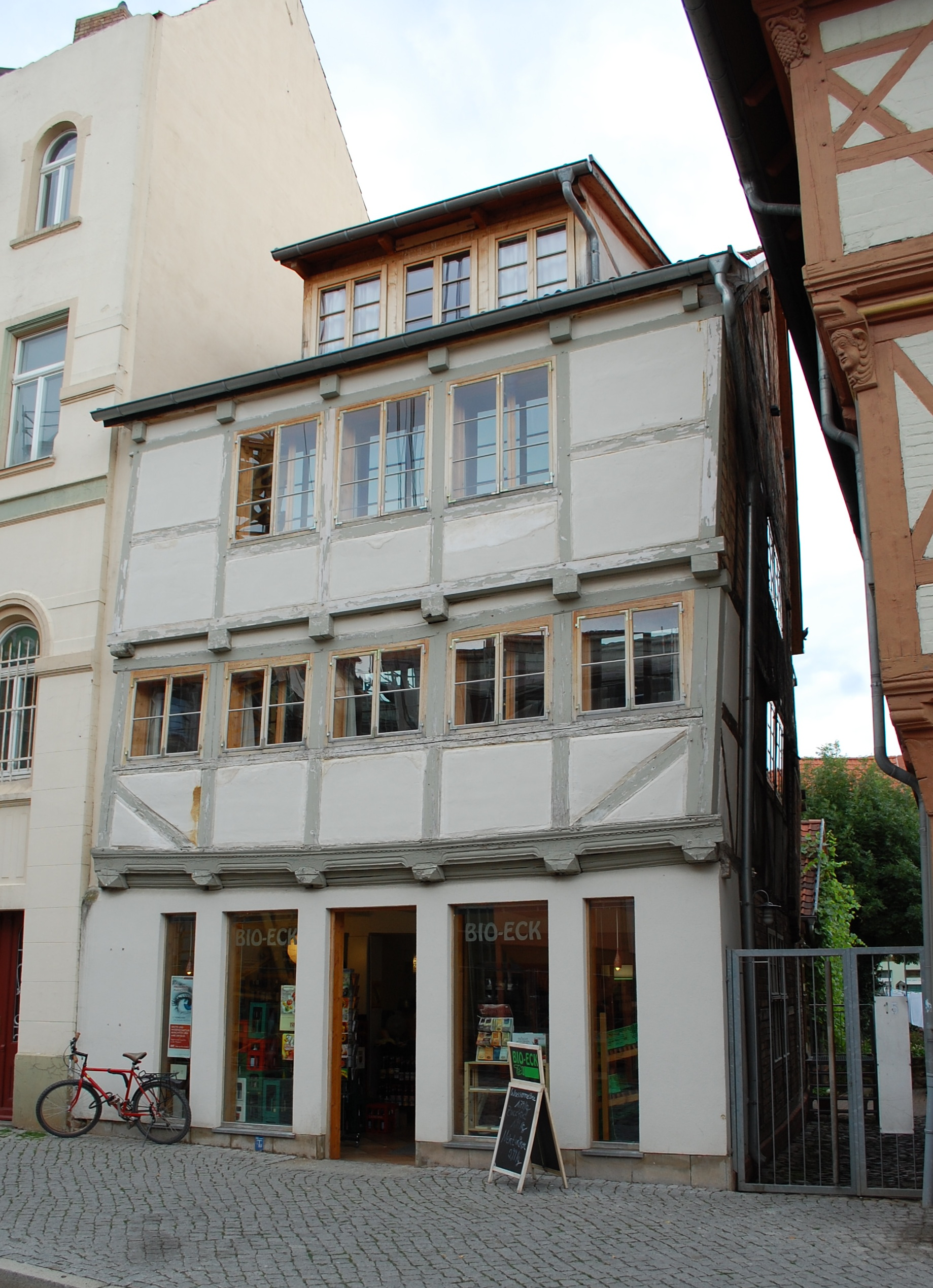
Haus Carl-Ritter-Straße 15

Das Haus Carl-Ritter-Straße 15 ist ein denkmalgeschütztes Gebäude in der Stadt Quedlinburg in Sachsen-Anhalt.
Das Gebäude befindet sich im südlichen Teil der historischen Quedlinburger Altstadt. Es ist im Quedlinburger Denkmalverzeichnis als Bürgerhof eingetragen und gehört zum UNESCO-Weltkulturerbe. 

## Architektur und Geschichte
Das straßenseitige Wohnhaus des Hofs entstand in der ersten Hälfte des 18. Jahrhunderts. Es ist in Fachwerkbauweise errichtet. Auf der Hofseite, der in der Struktur original erhaltenen Anlage, befindet sich ein weiteres Fachwerkhaus. Zum Stiefelgraben hin befindet sich ein kleines Wirtschaftsgebäude. Diese Nebengebäude entstanden auch in der Bauzeit des Wohnhauses. Die Gestaltung des Wohnhauses wurde in späterer Zeit überformt. Anfang des 21. Jahrhunderts erfolgte eine Sanierung des Hauses. Hierbei wurde auch ein zu diesem Zeitpunkt bestehendes Zwerchhaus zurückgebaut.